# Rosòidies
Rosoideae és una subfamília de la família Rosaceae.

## Taxonomia
La delimitació de la subfamília Rosoideae va continuant a mesura que es van fent recerques genètiques.

## Gèneres
- Acaena
- Agrimonia
- Aphanes
- Aremonia
- Argentina (gènere)
- Bencomia
- Cliffortia
- Comarum
- Dasiphora
- Dendriopoterium
- Drymocallis
- Filipendula
- Fragaria
- Geum
- Hagenia
- Horkeliella
- Kerria
- Leucosidea
- Marcetella
- Margyricarpus
- Polylepis
- Potentilla, incl les esp. dels gen. Duchesnea, Horkelia i Ivesia
- Poterium
- Purpusia
- Rhodotypos
- Rosa (gènere)
- Rubus
- Sanguisorba
- Sarcopoterium
- Sibbaldianthe
- Sibbaldiopsis
- Spenceria
- Stellariopsis
- Tetraglochin
- Waldsteinia